# Flindersoplax vincentiana
Flindersoplax vincentiana is een krabbensoort uit de familie van de Pseudoziidae. De wetenschappelijke naam van de soort is voor het eerst geldig gepubliceerd in 1929 door Rathbun.